# Gustaf Kurck
Gustaf Kurck, född 10 oktober 1624 på Klackeborg i Järstad i nuvarande Mjölby kommun i Östergötland, död 12 mars 1689 på Ållonö i Östergötland, var ett svenskt riksråd, friherre till Lämpelä, herre till Ållonö, Näs, Rotenberg, Braheberg, Simonstorp och Rådenö.

## Ungdomsåren
Gustaf Kurck tillhörde en gammal finländsk adelssläkt som 1651 hade upphöjts till friherrlig genom hans fader, riksrådet Jöns Knutsson Kurck den yngre. Sonen Gustaf föddes i Östergötland, men torde främst ha uppfostrats i Finland, där fadern, efter att ha varit ståthållare först i Åbo och därefter på Viborgs slott, från 1631 var president vid Åbo hovrätt. Fadern, som var gift med en syster till Axel Oxenstierna, var en av Finlands rikaste män och förde i Åbo ett lysande hus.
1634 förekommer Gustaf Kurck som student vid Uppsala universitet och 1642–1643 vid universitetet i Leiden. Efter att ha tjänstgjort som officer i slutskedet av trettioåriga kriget befordrades han till överste för Åbo och Björneborgs kavalleriregemente 1651 och deltog i Karl X Gustavs vinterfälttåg 1656.
Redan 1653 gav Gustaf Kurck en fin gåva till Östra Stenby kyrka. Den välbärgade översten som året innan hade blivit sockenbo via sitt arvegods Ållonö skänkte sin sockenkyrka en förgylld nattvardskalk och paten. Dessa hade han kommit över i trettioåriga kriget. Pjäserna utfördes på 1500-talet av en tysk silversmed och vägde tillsammans 591 gram. Kavalleristens Ållonö sköttes under hans långa frånvaroperioder av en landbofogde. År 1658 blev han landshövding i Östergötlands län och torde därmed definitivt ha slagit sig ned i Sverige.

## Riksrådsmedlem
I augusti 1664 kallades han till riksråd, liksom tidigare hans broder Knut Kurck. I denna egenskap utsågs han 1667 till krigsråd och ledamot av Krigskollegium. Ett par år tidigare, 1665, blev han innehavare av häradshövdingesysslan i Hammarkinds, Björkekinds och Östkinds härad.
Gustaf Kurck talade ivrigt för sparsamhet och sträng hushållning med statens egendom, men var av helt annan mening när det gällde egen fördel. Så begärde han i april 1667 för egen räkning en donation inom Kexholms län och fick nu emot sig Magnus Gabriel de la Gardie samt dennes vänner, som denna gång undantagsvis yrkade på sparsamhet och iakttagande av ett redan fattat beslut att icke vidare bortgiva några gods i detta län. Icke desto mindre genomdrev Gustaf Kurck slutligen sin begäran.
1667 ledde han försvaret mot den danska flottans härjningar längs smålandskusten. Icke fullt så betydande som brodern Knut Kurck understödde han denne i striderna inom rådet och var i opposition mot Magnus Gabriel de la Gardie, som 1660 genom Karl X Gustavs testamentariska förordnande hade utsetts till rikskansler, en post som tidigare i mer än 40 år hade innehafts av bröderna Kurcks morbroder och efter denne deras kusin Erik Oxenstierna. 1668, då Knut Kurck var rådsminoritetens kandidat till posten som riksskattmästare, gav Gustaf Kurck emellertid sin röst åt de la Gardies kandidat Seved Bååt mot löfte att få efterträda denne som guvernör över drottning Kristinas förläningar. Detta ämbete innehade han sedan under åren 1669–1674. Det sistnämnda året blev han lagman för Kalmar läns och Ölands lagsaga.
Det kan berättas att när Bååt väl blivit riksskattmästare, behöll han dock sin generalguvernörsbefattning, vid vilken han trots allt efter någon tid tröttnade och begärde mot slutet av 1667 sitt avsked därifrån. Under 1668 års riksdag gjorde nu bröderna Kurck allt för att vinna drottning Kristinas bevågenhet, och följande året blev också Gustaf Kurck verkligen generalguvernör över hennes underhållsländer efter Bååt. Det var dock inte lätt att länge vara Kristina till nöjes och Kurck fick inte heller längre än till 1674 behålla denna befattning. Under dess innehavande hade han för övrigt gjort sig känd genom ett förfarande, varav han hade lika liten heder som av sättet för befattningens ernående.

## Konflikten med superintendenten på Ösel
På ön Ösel, som hörde till drottning Kristinas underhållsländer, hade en stor mängd oordningar inritat sig. Folket var okunnigt, oordentligt och vildsint, prästerna i hög grad råa och lastfulla, de medel, som anvisats till kyrkor, skolor och de fattiga, bortryckta eller förskingrade. För att söka förbättra dessa bedrövliga förhållanden ditsändes såsom superintendent en präst vid namn Justus Heinrich Oldekop, en nitisk, driftig och tilltagsen, men också häftig och obetänksam man, som oförskräckt angrep missbruken, utan hänseende till stånd eller person. Snart gjorde han sig också hatad av alla, och under tre års tid förhöll man hans lön; men han lät inte skrämma sig, sparade inte heller på bittra utfall mot något var, och för några sådana förgripliga yttranden lät Gustaf Kurck stämma honom för rätta. Då reste Oldekop till Stockholm och anklagade, å sin sida, generalguvernören att ha låtit muta sig, vilket hade till följd ett yrkande av denne, att Oldekop, ehuru befullmäktigad superintendent, borde, såsom icke varande infödd svensk, betraktas såsom lösdrivare och därför träda i häkte under den tid han utförde sitt klagomål mot en rådsperson. Detta bifölls av regeringen och, efter tre fjärdedels års stillasittande i det osunda fängelset, var mannen så försvagad, att han knappast kunde stå på benen. Brahe, de la Gardie och Stenbock skaffade honom bättre utrymme och kost samt sökte även förmå Gustaf Kurck till eftergift, men förgäves. Däremot uppretade man sinnesstämningen emot Oldekop på Ösel så, att först öns prästerskap och sedan hela därvarande borgerskapet inkom med klagomål mot den stränge ivraren. Rannsakningen drog ut på tiden och Oldekop fick kvarsitta i häktet. Slutligen tillsattes en särskild domstol, varav ärkebiskopen var medlem, och då denne yttrade om Oldekop, att han var en förståndig man, påstod Knut Kurck, att ärkebiskopen för ett sådant yttrande borde förklaras jävig. Man ville tvinga Oldekop till avbön för Gustaf Kurck, men han kunde ej förmås till ett sådant steg, vilket hans samvete förbjöd honom. Dock, när tredje fängelseåret ingått, slappades Oldekops motståndskraft, och han förklarade sig äntligen villig till den fordrade avbönen; men nu påstod Bengt Horn, att Kurck inte borde släppa honom så lätt, och denna uppmaning lydde Kurck, ehuru både de la Gardie bad honom åtnöjas med den erbjudna upprättelsen, och även Karl XI, nu bliven myndig, föreställde Kurck skriftligen, hur Oldekop, genom så lång fängelsetid och genom förnekad ämbetsutövning, vore tillräckligen straffad för det fel han kunde ha begått, "och", tillägger kungen, "vi tycka derföre, att I boren af kristligt medlidande något eftergifva och ej stå på högsta rätten, och vore en sådan försoning oss ganska angenäm; dock alltid den lagliga rätten eder förbehållen". På denna yrkade Kurck fortfarande, varför kungen återförvisade målet till domstolen; men ännu 1675 var det inte utrett. Då uppsköt kungen dess vidare handläggning samt befallde Oldekop resa till Ösel och där återta sin syssla. Det syntes emellertid hur farligt det var att den tiden anklaga ett riksråd och hur långsam rättegången kunde göras i dylika fall.

## Sista åren
Karl XI:s maktövertagande 1672 kom emellertid för bröderna Kurck liksom för Magnus Gabriel De la Gardie så småningom att leda till en ekonomisk och personlig katastrof genom den 1675 igångsatta förmyndarräfsten, som kulminerade i maj 1682, då Knut och Gustaf Kurck tvingades begära avsked ur riksrådet och lämna sina övriga befattningar. Gustaf Kurck synes därefter ha varit hänvisad att leva på sina gods, av vilka dock flera hade blivit beslagtagna av kronan. Ållonö hade han emellertid fått behålla, och sina sista år tycks han huvudsakligen ha framlevt på denna gård, där han också avled 1689.

## Familj
Gift 1654 med Elsa Beata Banér, född den 5 juni 1634, död den 11 april 1682, dotter till Axel Banér och Ebba Abrahamsdotter Brahe.
Barn:
1. Ebba Catharina Kurck, född 1666, död 1688.
2. Kristine Kurck, gift med Gustaf Oxenstierna, paret övertog Ållonö och ägde det då ryssarna brände det 1719.